# Japan op de Olympische Winterspelen 1964
Tijdens de Olympische Winterspelen van 1964, die in Innsbruck (Oostenrijk) werden gehouden, nam Japan voor de zevende keer deel.

## Deelnemers en resultaten

### Alpineskiën
| Olympiër           | Discipline       | Resultaat | Prestatie                        |
| ------------------ | ---------------- | --------- | -------------------------------- |
| Yoshiharu Fukuhara | afdaling (m)     | 45e       | 2.34,55 (+16,39)                 |
| Yoshiharu Fukuhara | reuzenslalom (m) | 25e       | 1.58,35 (+11,64)                 |
| Yoshiharu Fukuhara | slalom (m)       | 23e       | 2.20,71 (+9,58) 1.14,35+1.06,36  |
| Yoshinari Kida     | reuzenslalom (m) | 39e       | 2.04,22 (+17,51)                 |
| Yoshinari Kida     | slalom (m)       | 34e       | 2.29,11 (+17,98) 1.19,11+1.10,00 |
| Tsuneo Noto        | afdaling (m)     | 46e       | 2.34,76 (+16,60)                 |
| Tsuneo Noto        | reuzenslalom (m) | 35e       | 2.01,26 (+14,55)                 |
| Yoshihiro Ohira    | afdaling (m)     | 57e       | 2.40,82 (+22,66)                 |
| Yoshihiro Ohira    | slalom (m)       | 38e       | 2.37,87 (+26,74) 1.28,79+1.09,08 |
| Hajime Tomii       | afdaling (m)     | 33e       | 2.30,02 (+11,86)                 |
| Hajime Tomii       | reuzenslalom (m) | 22e       | 1.56,65 (+9,94)                  |
| Hajime Tomii       | slalom (m)       | 31e       | 2.25,09 (+13,96) 1.18,49+1.06,60 |

### Biatlon
| Olympiër        | Discipline | Resultaat | Prestatie                              |
| --------------- | ---------- | --------- | -------------------------------------- |
| Yuji Yamanaka   | 20 km (m)  | 19e       | 1:33.51,8 (+13.25,0) pen.: 2 (1-1-0-0) |
| Yoshio Ninomine | 20 km (m)  | 26e       | 1:35.38,6 (+15.11,8) pen.: 3 (0-0-1-2) |

### Kunstrijden
| Olympiër      | Discipline | Resultaat | Prestatie                |
| ------------- | ---------- | --------- | ------------------------ |
| Nobuo Sato    | mannen     | 8e        | pc. 88,0; 1746,2 punten  |
| Miwa Fukuhara | vrouwen    | 5e        | pc. 50,0; 1845,1 punten  |
| Kumiko Okawa  | vrouwen    | 13e       | pc. 136,0; 1725,4 punten |
| Junko Ueno    | vrouwen    | 22e       | pc. 170,0; 1685,0 punten |

### Langlaufen
| Olympiër                                                   | Discipline            | Resultaat | Prestatie                                                    |
| ---------------------------------------------------------- | --------------------- | --------- | ------------------------------------------------------------ |
| Tatsuo Kitamura                                            | 15 km (m)             | 26e       | 55.24,3 (+4.30,2)                                            |
| Tatsuo Kitamura                                            | 30 km (m)             | 51e       | 1:46.13,4 (+15.22,7)                                         |
| Kazuo Sato                                                 | 15 km (m)             | 35e       | 56.04,5 (+5.10,4)                                            |
| Kazuo Sato                                                 | 30 km (m)             | 41e       | 1:42.39,2 (+11.48,5)                                         |
| Kazuo Sato                                                 | 50 km (m)             | 27e       | 3:03.57,9 (+20.05,3)                                         |
| Hidezo Takahashi                                           | 15 km (m)             | 42e       | 57.03,4 (+6.09,3)                                            |
| Hidezo Takahashi                                           | 30 km (m)             | 47e       | 1:43.11,0 (+12.20,3)                                         |
| Hidezo Takahashi                                           | 50 km (m)             | 35e       | 3:14.31,4 (+30.38,8)                                         |
| Chogoro Yahata                                             | 15 km (m)             | 58e       | 1:00.46,1 (+9.52,0)                                          |
| Chogoro Yahata                                             | 30 km (m)             | 62e       | 1:51.45,3 (+20.54,6)                                         |
| Chogoro Yahata                                             | 50 km (m)             | dnf       | opgave                                                       |
| Hidezo Takahashi Kazuo Sato Tatsuo Kitamura Chogoro Yahata | 4x10 km estafette (m) | 10e       | 2:32.05,5 (+13.30,9) (38.02,0 / 37.18,4 / 37.18,1 / 39.27,0) |

### Noordse combinatie
| Olympiër         | Discipline | Resultaat | Prestatie                                                                                          |
| ---------------- | ---------- | --------- | -------------------------------------------------------------------------------------------------- |
| Takashi Fujisawa | mannen     | 20e       | 375,22 punten schans: 208,1 p 99,8 (63,5 m)+108,3 (68,0 m)+96,4 (60,0 m) 15 km: 167,12 p (56.31,0) |
| Eiichi Tanaka    | mannen     | 30e       | 337,50 punten schans: 190,2 p 89,7 (62,0 m)+90,0 (62,5 m)+100,2 (62,0 m) 15 km: 147,30 p (58.23,9) |
| Akemi Taniguchi  | mannen     | 31e       | 291,51 punten schans: 121,5 p 39,7 (57,0 m)+81,8 (56,5 m)+38,0 (52,0 m) 15 km: 170,01 p (56.14,1)  |

### Schaatsen
| Olympiër         | Discipline   | Resultaat | Prestatie         |
| ---------------- | ------------ | --------- | ----------------- |
| Toyofumi Aruga   | 1500 m (m)   | 41e       | 2.20,7 (+10,4)    |
| Toyofumi Aruga   | 5000 m (m)   | 24e       | 8.15,9 (+37,5)    |
| Toyofumi Aruga   | 10.000 m (m) | 22e       | 17.09,9 (+1.19,8) |
| Yoshihiro Kawano | 5000 m (m)   | 26e       | 8.19,4 (+41,0)    |
| Yoshihiro Kawano | 10.000 m (m) | 32e       | 17.39,0 (+1.48,9) |
| Fumio Nagakubo   | 500 m (m)    | 16e       | 41,8 (+1,7)       |
| Satoshi Shinpo   | 500 m (m)    | 41e       | 44,4 (+4,3)       |
| Satoshi Shinpo   | 1500 m (m)   | 34e       | 2.18,5 (+8,2)     |
| Satoshi Shinpo   | 5000 m (m)   | 23e       | 8.12,5 (+34,1)    |
| Satoshi Shinpo   | 10.000 m (m) | 24e       | 17.11,3 (+1.21,2) |
| Keiichi Suzuki   | 500 m (m)    | 5e        | 40,7 (+0,6)       |
| Keiichi Suzuki   | 1500 m (m)   | 31e       | 2.17,5 (+7,2)     |
|                  |              |           |                   |
| Hatsue Nagakubo  | 500 m (v)    | 12e       | 47,9 (+2,9)       |
| Hatsue Nagakubo  | 1000 m (v)   | dnf       | opgave            |
| Hatsue Nagakubo  | 1500 m (v)   | 10e       | 2.30,9 (+8,3)     |
| Hatsue Nagakubo  | 3000 m (v)   | 6e        | 5.25,4 (+10,5)    |
| Kaneko Takahashi | 500 m (v)    | 24e       | 50,5 (+5,5)       |
| Kaneko Takahashi | 1000 m (v)   | 18e       | 1.40,5 (+7,3)     |
| Kaneko Takahashi | 1500 m (v)   | 18e       | 2.34,6 (+12,0)    |
| Kaneko Takahashi | 3000 m (v)   | 16e       | 5.39,6 (+24,7)    |
| Yasuko Takano    | 500 m (v)    | 19e       | 49,3 (+4,3)       |
| Yasuko Takano    | 1000 m (v)   | 20e       | 1.41,6 (+8,4)     |
| Yasuko Takano    | 1500 m (v)   | 14e       | 2.33,1 (+10,5)    |
| Yasuko Takano    | 3000 m (v)   | 12e       | 5.30,4 (+15,5)    |

### Schansspringen
| Olympiër      | Discipline         | Resultaat | Prestatie                                                |
| ------------- | ------------------ | --------- | -------------------------------------------------------- |
| Yosuke Eto    | normale schans (m) | 27e       | 198,4 punten 94,2 (69,5 m)+98,4 (72,0 m)+100,0 (73,0 m)  |
| Yosuke Eto    | grote schans (m)   | 44e       | 177,8 punten 91,4 (80,0 m)+83,9 (73,0 m)+86,4 (70,0 m)   |
| Yukio Kasaya  | normale schans (m) | 23e       | 200,6 punten 97,5 (73,5 m)+101,4 (74,5 m)+99,2 (73,5 m)  |
| Yukio Kasaya  | grote schans (m)   | 11e       | 206,7 punten 101,6 (87,0 m)+105,1 (86,0 m)+85,9 (70,0 m) |
| Sadao Kikuchi | normale schans (m) | 26e       | 198,5 punten 95,9 (70,5 m)+99,7 (74,0 m)+98,8 (72,5 m)   |
| Sadao Kikuchi | grote schans (m)   | 47e       | 174,8 punten 87,4 (78,5 m)+87,4 (74,5 m)+86,9 (70,0 m)   |
| Naoki Shimura | normale schans (m) | 40e       | 190,9 punten 93,5 (71,0 m)+95,2 (71,5 m)+95,7 (71,0 m)   |
| Naoki Shimura | grote schans (m)   | 37e       | 184,5 punten 94,1 (82,0 m)+90,4 (76,5 m)+78,4 (66,0 m)   |

### IJshockey
| Olympiër | Discipline | Resultaat | Prestatie |
| --- | ---------- | --------- | --- |
| Shinichi Honma Toshiei Honma Hidenori Inatsu Atsuo Irie Koji Iwamoto Kimio Kazahari Isao Kawabuchi Kimihisa Kudo Hiroyuki Matsuura Katsuji Morishima Minoru Nakano Jiro Ogawa Isao Ono Masahiro Sato Shigeru Shimada Mamoru Takashima Masami Tanabu | mannen     | 11e       | kwalificatieronde: 2 - 17 Japan - Tsjecho-Slowakije B-groep (9e-16e plaats): 4 - 3 Japan - Noorwegen 6 - 4 Japan - Roemenië 5 - 5 Japan - Oostenrijk 4 - 6 Japan - Joegoslavië 4 - 3 Japan - Polen 6 - 2 Japan - Hongarije 6 - 8 Japan - Italië |

Argentinië · Australië · België · Bulgarije · Canada · Chili · Denemarken · Duits eenheidsteam · Finland · Frankrijk · Griekenland · Groot-Brittannië · Hongarije · IJsland · India · Iran · Italië · Japan · Joegoslavië · Libanon · Liechtenstein · Mongolië · Nederland ·  Noord-Korea · Noorwegen · Oostenrijk · Polen · Roemenië · Sovjet-Unie · Spanje · Tsjecho-Slowakije · Turkije · Verenigde Staten · Zuid-Korea · Zweden · Zwitserland